# 淀川ヒューテック
淀川ヒューテック株式会社（よどがわヒューテック）は、大阪府吹田市江坂町に本社を置くフッ素樹脂を主とする化成品メーカーである。

## 会社概要
フッ素樹脂の加工技術を軸に、各種分野に様々な製品を開発・製造している。特に半導体製造関連分野を中心とする情報通信分野で高いシェアを誇る。
その他、食品・バイオ等の分野などで、耐食性、化学抵抗性、耐熱性に強い精密加工品が要求されることから、同社の製品が多数使用されている。
創業から今日までフッ素樹脂加工一筋で来た企業として、同分野ではパイオニア的存在であり、高い技術力で国内5ヶ所に生産拠点を持つ。また海外では上海に事業拠点を置いている。
2023年には2025年の操業をめどとして熊本県益城町に半導体向けのフッ素樹脂部品の工場を建設することが報道された。